# 九龙关
九龍關（英語：Kowloon Customs），俗稱「新關」或「洋關」，在清末時期設立於香港九龍邊界的海關。九龍關屬當時的中國粵海關屬下之分關，由西人管理，職責是徵收鴉片關稅和厘金，以及監察船隻的海上活動和走私活動。

## 歷史

### 清代

#### 背景
1853年，上海發生太平天國和反清復明起義，民眾搗毀了清政府在上海設立的常關（上海江海關），外國商人因而成立由洋人管理的中國海關，自行收集稅款再移交清政府。之後新關最初在上海的江海關成立。由於新關使用現代管理方式及廉潔的作風，稅收成效十分明顯。因此，清政府各通商口岸相繼成立新關，逐步取替常關，繼續由洋人管理。

#### 九龍邊界常關的設立
1860年，九龍半島根據《北京條約》割讓給英國。1868年，兩廣總督瑞麟宣佈在九龍邊界東西兩面以及澳門設立六處厘卡，向運送鴉片的木船徵收厘金，同時派出緝私船到港澳附近海面巡邏緝私。清政府為免海關總稅務司赫德干預，命瑞麟於1871年6月，在廣東海面設常關稅卡並與厘卡合併，開始徵收鴉片稅厘。設在香港外圍的稅廠有四處，包括汲水門、九龍城、佛頭洲和長洲。其後一些香港商人表示清政府的海上緝私活動令他們利益受損，因而多次要求港府反對有關措施。歷任港督曾試圖解決這一問題，但都未能實現，廣東常關在香港四周海面的緝私徵稅仍得以維持多年。

#### 九龙关的建立
1885年，中英《烟台条约续增专条》同意，对运入中国之鸦片，每箱征收税厘一百一十两；翌年，中英《管理香港洋药事宜章程》规定，总税务司海关可在九龙中国境内，另设海关，俗称「洋关」，接管汲水门、九龙城、佛头洲，及长洲四关厂，及所属各厘金局站卡。1887年3月15日，英人摩根（T.A. Morgan）首任九龙关税务司，4月2日九龙关建立，总关设于香港维多利亚城皇后大道中十六号至十八号银行大厦二楼。九龙关自创立后，摩根立即改组原有之关厂及厘金局站卡：汲水门关厂下设荃湾、朱谷湾、深水埗分厂；九龙城关厂下设沙田分厂，佛头洲及长洲关厂如旧。
1890年，英人柏卓安（J. Mcleavy Brown）继任九龙关税务司，为制止陆上边境之鸦片走私活动，除增加关勇及建造新关厂外，并于边境建筑栅篱，中开通道供商旅出入，以关勇日夜巡逻。1891年，汲水门、九龙城，及佛头洲新关厂建成启用，边境栅栏工程亦告完成。1895年，深水埗关厂建成，该厂为鸦片查验、征税、分装打包，及贴海关印花之所。

#### 九龙新关
1898年，中英签订《展拓香港界址專條》；翌年，九龙半岛以北的新界地域于4月间移交英方，九龙城及深水埗两关厂随即关闭；10月，汲水门、长洲，及佛头洲关厂关闭，新关厂改设内地：九龙关改称「九龙新关」；大铲及伶仃关厂取代汲水门关厂；沙鱼涌及三门关厂取代佛头洲关厂；长洲关厂则由东澳关厂取代，归拱北关管辖。时各新建关厂均为草栅，甚为简陋。
1900年，深圳河税收关厂建立，沿边之溪涌、沙鱼涌、叠福、下沙、盐田、沙头角、龙津墟、车公庙，及赤湾等缉私关厂，因建立仓促，故皆只得借用公房、庙宇，或租用民房办公。1903年，边境各关厂进行调整：大铲、伶仃、深圳河、三门为税收关厂；桂庙、沙头、龙津墟、罗坊、盐田、溪涌、南澳、叠福，为缉私关厂；沙头角、沙鱼涌为税收兼缉私关厂。1907年，九龙关迁入渣打路约克大厦三楼；赤湾、桂庙、沙头、龙津墟、深圳河、罗坊、沙头角、盐田、溪涌、沙鱼涌、叠福、下沙、南澳等厂皆调整为缉私关厂；新安县边界乡彭城盐埠加设税收分厂，属大铲税厂管辖。翌年，深圳河、三门、南澳新关厂建成启用。1909年，大铲关厂从大铲岛迁趸船上办公；翌年，原设溪涌之缉私总部亦迁至盐田关厂。

### 民國時期
1911年10月10日辛亥革命爆发，11月初广东省宣布独立，九龙关边境关厂划分三区：深圳湾沿岸各关厂为西区，总部设在桂庙；大鹏湾沿岸各关厂为东区，盐田为总部；陆上边境各关厂为中区，总部设于深圳；由总关直辖。1912年2月14日，九龙关辖下之关厂、分卡，及关艇，均改悬挂中华民国五色国旗，其组织体制遂转依新政府指示。

### 共和國時期
1949年10月，中华人民共和国政府接管九龙关，将其总部机构由香港撤回深圳，并于1950年将“九龙关”更名为“中华人民共和国九龙海关”。1997年7月1日香港回归後，“九龙海关”更名为“深圳海关”。

## 英佔新界前的九龍關廠位置

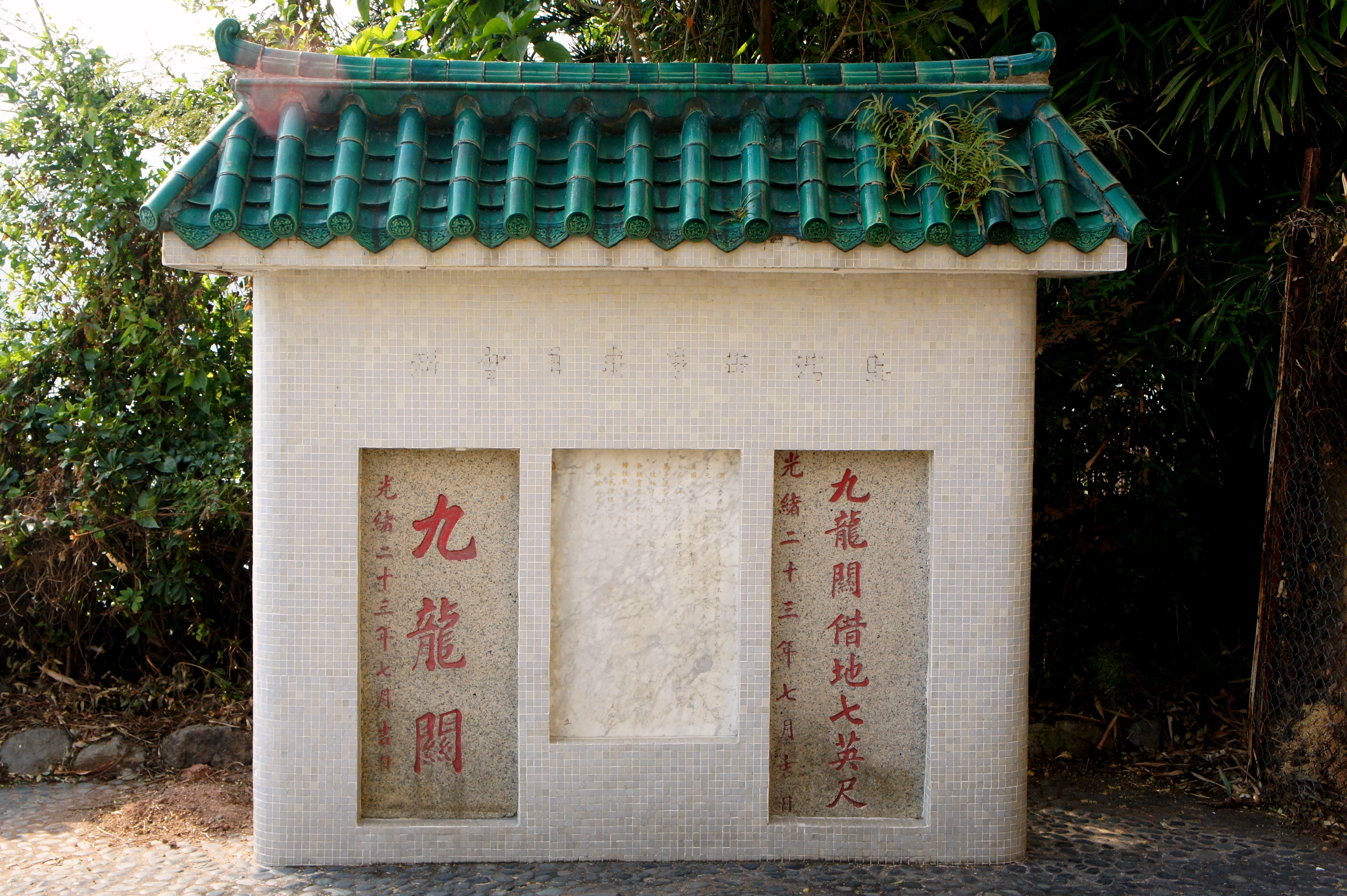
馬灣的「九龍關」及「九龍關借地七英尺」碑

九龍關一般會設立在近海的位置，以便監察船隻的海上活動和走私活動，有多個關廠，在英國佔領新界前，包括以下地點：
| 關廠名稱（地點）     | 轄下分廠                                                         | 1899年接替之關廠                           |
| -------------------- | ---------------------------------------------------------------- | ------------------------------------------ |
| 九龙城（龍津渡碼頭） | 沙田                                                             | （無）                                     |
| 汲水门（馬灣）       | 荃湾 朱谷湾（地點不詳） 深水埗（位於荔枝角，今饒宗頤文化館位置） | 九龍新關： 大铲（大鏟島） 伶仃（內伶仃島） |
| 佛头洲               | （無）                                                           | 九龍新關： 沙鱼涌 三门（三门岛）           |
| 長洲                 | （無）                                                           | 拱北關： 东澳（東澳島）                    |

九龍關設立時通常在旁立有「九龍關地界」碑石，以列明關廠的位置。